# Stefano Pescosolido
Stefano Pescosolido (ur. 13 czerwca 1971 w Sora) – włoski tenisista, reprezentant w Pucharze Davisa, olimpijczyk z Atlanty (1996).

## Kariera tenisowa
Zawodowym tenisistą był w latach 1989–2003.
Startując w turniejach rangi ATP World Tour wygrał 2 imprezy w grze pojedynczej i 1 zawody w grze podwójnej. Ponadto w deblu przegrał 2 finały.
W latach 1992–1999 reprezentował Włochy w Pucharze Davisa rozgrywając w sumie 10 meczów, z których w 5 zwyciężył.
W 1996 zagrał na igrzyskach olimpijskich w Atlancie w konkurencji singla ponosząc porażkę w 1 rundzie z Brazylijczykiem Fernandem Meligenim.
W rankingu gry pojedynczej najwyżej był na 42. miejscu (2 marca 1992), a w klasyfikacji gry podwójnej na 102. pozycji (11 stycznia 1999).

### Finały w turniejach ATP World Tour
| Legenda                                      |
| -------------------------------------------- |
| Wielki Szlem                                 |
| Igrzyska olimpijskie                         |
| Tennis Masters Cup / ATP Finals              |
| ATP Masters Series / ATP Tour Masters 1000   |
| ATP International Series Gold / ATP Tour 500 |
| ATP International Series / ATP Tour 250      |

#### Gra pojedyncza (2–0)
| Końcowy wynik | Nr | Data                 | Turniej       | Nawierzchnia | Przeciwnik    | Wynik finału  |
| ------------- | -- | -------------------- | ------------- | ------------ | ------------- | ------------- |
| Zwycięzca     | 1. | 1 marca 1992         | Scottsdale    | Twarda       | Brad Gilbert  | 6:0, 1:6, 6:4 |
| Zwycięzca     | 2. | 17 października 1993 | Tel Awiw-Jafa | Twarda       | Amos Mansdorf | 7:6(5), 7:5   |

#### Gra podwójna (1–2)
| Końcowy wynik | Nr | Data             | Turniej  | Nawierzchnia    | Partner           | Przeciwnicy                    | Wynik finału  |
| ------------- | -- | ---------------- | -------- | --------------- | ----------------- | ------------------------------ | ------------- |
| Finalista     | 1. | 2 lutego 1997    | Szanghaj | Dywanowa (hala) | Tomas Nydahl      | Maks Mirny Kevin Ullyett       | 6:7, 7:6, 5:7 |
| Finalista     | 2. | 19 kwietnia 1998 | Tokio    | Twarda          | Olivier Delaître  | Sébastien Lareau Daniel Nestor | 3:6, 4:6      |
| Zwycięzca     | 1. | 20 września 1998 | Taszkent | Twarda          | Laurence Tieleman | Kenneth Carlsen Sjeng Schalken | 7:5, 4:6, 7:5 |